# Delgadus sanchezi
Delgadus sanchezi är en insektsart som beskrevs av Navás 1914. Delgadus sanchezi ingår i släktet Delgadus och familjen myrlejonsländor. Inga underarter finns listade i Catalogue of Life.